# Wommelgem
Wommelgem är en kommun i Belgien.   Den ligger i provinsen Antwerpen och regionen Flandern, i den centrala delen av landet, 40 km norr om huvudstaden Bryssel. Antalet invånare är 12 405. Wommelgem gränsar till Ranst, Wijnegem, Boechout, Antwerpen, Borsbeek och Schilde. 
Trakten runt Wommelgem består till största delen av jordbruksmark. Runt Wommelgem är det tätbefolkat, med 613 invånare per kvadratkilometer.